# James Brooks (peintre)
Pour les articles homonymes, voir James Brooks et Brooks.
James Brooks, né le 18 octobre 1906 à Saint-Louis (Missouri, États-Unis) et mort le 9 mars 1992 à East Hampton (État de New York, États-Unis), est un artiste peintre, muraliste et lithographe abstrait américain, lauréat de la médaille des arts Logan.

## Biographie
Formation : 
- Art Students League of New York
- Université méthodiste du Sud